# Sergiu Dimitrachi
Sergiu Dimitrachi (n. 7 martie 1933, Ungheni, Regatul român – d. 7 mai 2020) a fost un inginer moldovean, specialist în construcția de aparate și sisteme automatizate, membru corespondent al Academiei de Științe a Moldovei (AȘM) și profesor universitar la Departamentul Telecomunicații și Sisteme Electronice, Facultatea Electronică și Telecomunicații, Universitatea Tehnică a Moldovei.

## Copilărie și studii
S-a născut la 7 martie 1933 în orașul Ungheni din vestul Republicii Moldova. A absolvit în 1958 Facultatea de Radiotehnică a Universității de Telecomunicații și Informatică din Novosibirsk, RSFSR, activând ulterior ca inginer electronist la o instituție de proiectări cu destinație specială din Omsk, apoi ca cercetător științific și conducător de echipă de cercetare științifică în radioelectronică la Institutul de Cercetări Științifice în domeniul Proiectării și Construcției Aparatelor Electrice și Electronice de Măsurare din Chișinău. În anul 1967, a devenit doctor în științe tehnice la specialitatea „Aparate, sisteme și metode de măsurare, informare, control și diagnostic”.

## Activitate științifică
Începând cu anul 1968, Sergiu Dimitrachi a activat la Universitatea Tehnică din Moldova în calitate de lector superior, conferențiar și șef catedră. Din anul 1989 a fost profesor universitar la catedra Telecomunicații, Facultatea de Electronică și Telecomunicații. A inițiat cercetări privind măsurările mărimilor electrice și fizice și a elaborat mai multe metode noi, inclusiv măsurarea fără contact a parametrilor electrici, fizici și biologici ai obiectelor ce nu acceptă legătură galvanică cu măsurătorul. În plus, a elaborat baza teoretică a acestor metode de măsurare.
În 1989 a susținut teza de doctor habilitat în științe tehnice, iar în 1991 i s-a conferit titlul de profesor universitar la specialitatea „Sisteme de Telecomunicații”. În anul 1994, profesorul universitar a fost ales în calitate de membru corespondent al AȘM.
A fost activ în pregătirea cadrelor de înaltă calificare. A ținut cursuri la disciplinele „Radiotehnica”, „Radioreceptoare” „Electronica Industrială”, „Transmiterea informației discrete”, „Circuite electronice” ș.a. și a editat numeroase lucrări metodice și științifico-didactice. A fost conducătorul a câteva sute de teze de licență și masterat la specialitățile „Dispozitive semiconductoare și microelectronice”, „Automatică și telemecanică”, „Construcția și producerea aparatajului radio” și „Telecomunicații”. De asemenea, a fost conducător științific a 7 teze de doctor în științe tehnice.
Dimitrachi a publicat peste 130 de lucrări științifice, 43 brevete de invenție și 16 patente internaționale în SUA, Japonia, Franța, Germania, Rusia, Ungaria și România. O parte din rezultatele științifice au fost implementate la șase uzine cu destinație specială din orașele Sankt Petersburg, Penza, Nijni Novgorod (Federația Rusă), Minsk (Republica Belarus), Tbilisi (Georgia) și Chișinău (Republica Moldova).

### Lucrări științifice (selecție)
- Dimitrachi, Nicolae; Dimitrachi, Sergiu (2008). „Measurement of a Conductor Cross Sectional Area” (PDF). Surface Engineering and Applied Electrochemistry. Allerton Press, Inc. 44 (1): 69-72. doi:10.3103/S1068375508010146. ISSN 1068-3755. Arhivat din original (PDF) la 11 mai 2020. Accesat în 11 mai 2020.
- Balanici, Mihail; Avram, Ion; Dimitrachi, Sergiu; Colpacovici, Iulian (2008). „Dependence of electromagnetic absorption on geometrical parameters of microwires” (PDF). Fizică și tehnică: procese, modele, experimente (1): 52-58. ISSN 1857-0437. Arhivat din original (PDF) la 11 mai 2020. Accesat în 11 mai 2020.
- Dimitrachi, Nicolae; Dimitrachi, Sergiu (2010). „Measuring the Resistance of Resistors in the Winding Process with Insulated Wire” (PDF). Surface Engineering and Applied Electrochemistry. Allerton Press, Inc. 46 (2): 173-177. doi:10.3103/S1068375510020171. ISSN 1068-3755. Arhivat din original (PDF) la 11 mai 2020. Accesat în 11 mai 2020.
- Dimitrachi, Sergiu; Dimitrachi, Nicolae (2015). „Indirect measurement of the time constant of phase – shifting elements from resistive – coaxial microwires” (PDF). Telecommunications, Electronics and Informatics. Chișinău: 368-373. ISBN 978-9975-45-377-6. Arhivat din original (PDF) la 11 mai 2020. Accesat în 11 mai 2020.
- Dimitrachi, Sergiu; Dimitrachi, Nicolae; Degteari, L.; Iov, Vasile (2015). „Elemente defazoare de tip RC - 0 cu parametrii lor electrici și fizici îmbunătățiți” (PDF). Telecommunications, Electronics and Informatics. Chișinău: 390-397. ISBN 978-9975-45-377-6. Arhivat din original (PDF) la 11 mai 2020. Accesat în 11 mai 2020.
- Ursachi, Veaceslav; Ghimpu, Lidia; Masterca, Raluca; Brancoveanu, O.; Prodana, Mariana; Enachescu, Marius; Dimitrachi, Sergiu; Tighineanu, Ion (2018). „WO3/WS2 composite materials for gas sensor and energy storage applications” (PDF). Materials Science and Condensed Matter Physics. Chișinău: 200. Arhivat din original (PDF) la 11 mai 2020. Accesat în 11 mai 2020.

## Premii și recunoaștere
În 2013, cu ocazia aniversării a 80 de ani de la naștere, i s-a conferit diploma „Meritul Academic” a AȘM. Alte distincții de stat și academice sunt:
- Eminent URSS în construcția aparatelor de măsură și control (1967)
- Laureat al Premiului de Stat al RSSM-ului (1974)
- Titlu onorific de inventator emerit al RSSM-ului (1983)
- Medalia „Dimitrie Cantemir” (2013)
- Medalia „Meritul Științific” clasa a II-a a Academiei de Științe a Moldovei (2017)